# Jean-Baptiste Pérès
Jean-Baptiste Pérès (n. 15 decembrie 1752, Valence, Midi-Pyrénées, Franța – d. 4 ianuarie 1840, Agen, Aquitaine, Franța) a fost un fizician francez cel mai cunoscut pentru pamfletul lui Grand Erratum (1827), o satiră polemică tradusă în multe limbi europene, prin care a încercat „în interesul teologiei conservatoare, să reducă la o absurditate pur negativă tendințele de a critica rațional scripturile, [tendințe pe] atunci în vogă” (descriere făcută de Frederick W. Loetscher a ceea ce el a numit „celebrul pamflet” în The Princeton Theological Review 1906), prin modalități umoristice prin care sugerează că istoria lui Napoleon Bonaparte ar putea fi dovedită ca fiind de fapt expresia unui mit antic al soarelui.
Peres a fost profesor de matematică și fizică la Universitatea din Lyon, mai târziu avocat guvernamental și în final bibliotecar la Agen.